# Tlacochcalcatl

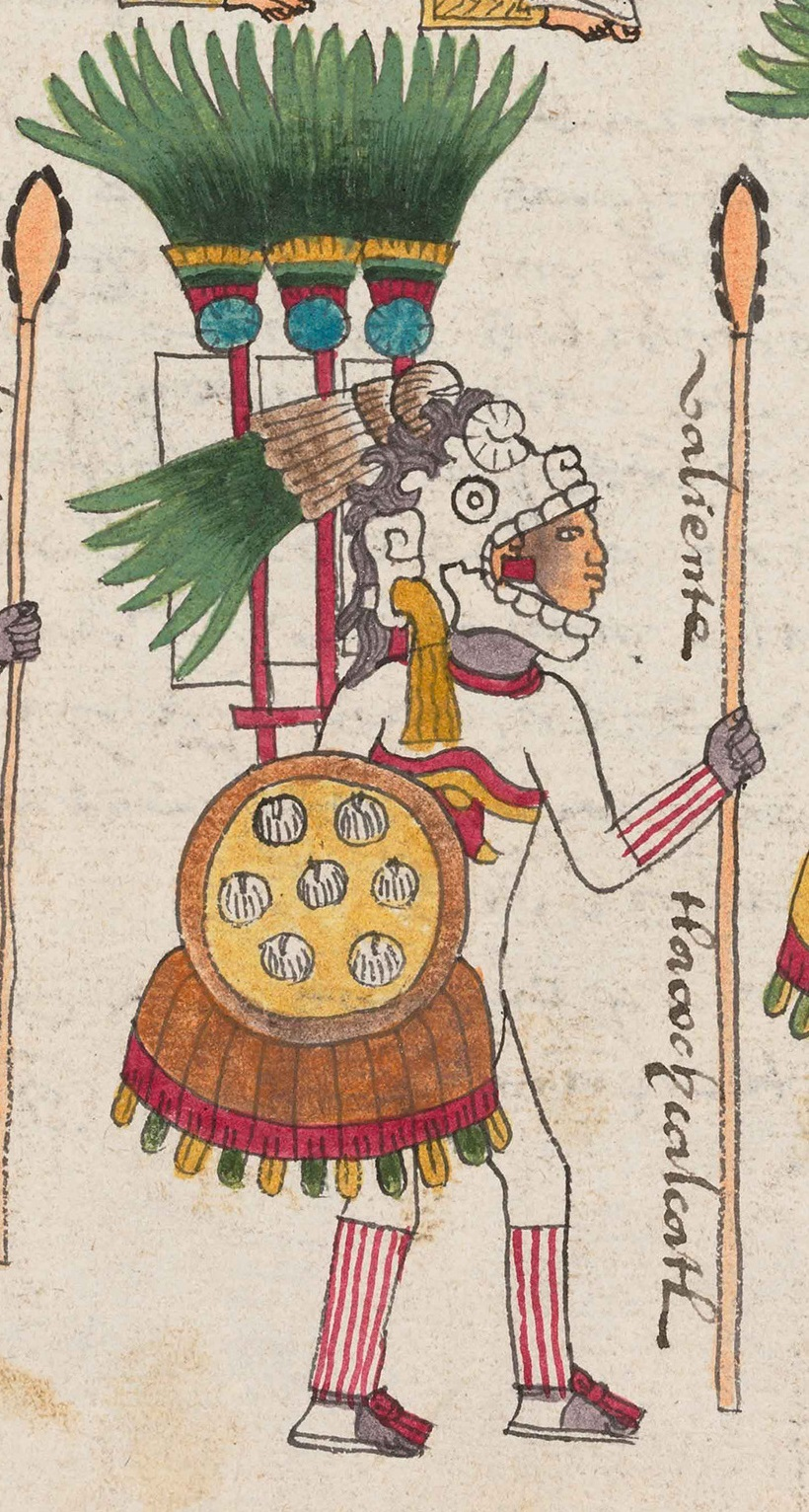
Um tlacochcalcatl do Códice Mendoza

Tlacochcalcatl ( náuatle/nauatle : t͡ɬakotʃkaɬkat͡ɬ ; português:  homem da casa de dardos) foi um  título militar Asteca ; mais ou menos equivalente ao moderno título do general. Durante a guerra o Tlacochcalcatl era o segundo homem em comando abaixo apenas do Tlatoani . Geralmente era ele que comandava o exército asteca durante a batalha enquanto o Tlatoani estava ocupado com outros assuntos. Estava no comando do exército asteca e empreendia todo planejamento e decisões militares após o Tlatoani decidir empreender uma campanha. Tinha como auxiliar o Tlacateccatl.
O Tlacochcalcatl também era responsável pelos Tlacochcalco (Casa de dardos, cada um dos quatro arsenais colocados em cada uma das quatro entradas da Praça Cerimonial de Tenochtitlán). Esses arsenais eram abastecido com novas armas todos os anos (durante o festival de Quecholli), a estimativa do número de armas encontradas em cada um dos quatro arsenais era de 500 braçadas " 
O Tlacochcalcatl sempre foi um membro da ordem militar do Cuachicqueh (os tosquiados).
O cargo de Tlacochcalcatl era em muitoscasos o último passo para se tornar o próximo Tlatoani.
O primeiro Tlacochcalcatl foi nomeado  durante o governo de Huitzilihuitl que nomeou seu irmão Itzcoatl que provavelmente se manteve no cargo durante o governo de Chimalpopoca. Quando Itzcoatl se tornou  Tlatoani ele nomeou Tlacaelel como Tlacochcalcatl e Moctezuma Ilhuicamina como Tlacateccatl; quando Tlacaelel foi nomeado Cihuacoatl, Moctezuma Ilhuicamina foi promovido a Tlacochcalcatl. Não se sabe quem foi Tlacochcalcatl sob o governo de Moctezuma I; possivelmente Tlacaelel tinha dupla função neste período. Durante a regência de Axayacatl, o tlacochcalcatl foi Tizoc, que por sua vez, tornou-se governante com a morte de Axayacatl. Tizoc era visto como um governante fraco; e foi descartado e seu tlacochcalcatl Ahuitzotl tornou-se Tlatoani. O tlacochcalcatl de Ahuitzotl foi o próximo Tlatoani: Moctezuma II (Xocoyotzin). E o de Moctezuma II no momento da chegada dos espanhóis foi Quappiatl. 